# District Jamalski
Het district Jamalski (Russisch: Ямальский район) is een district (rajon) van het Russische autonome district Jamalië. Het omvat het schiereiland Jamal in het noorden van West-Siberië tussen de Karazee in het westen, de Bajdarataboezem in het zuidwesten en de Obboezem in het oosten. Ook de eilanden Bely en Litke, de Sjarapovy Kosjki-eilanden en de eilandjes in de Obboezem.
Het gebied heeft een oppervlakte van ruim 117.000 km² (ongeveer 3 keer zo groot als Nederland), dat bestaat uit toendra en de bostoendra overgangszone. Van de bijna 15.000 inwoners bestaat meer dan de helft uit Nenetsen, die gedeeltelijk een nomadisch bestaan leiden. Het bestuurlijk centrum is de selo Jar-Sale (4.872 inwoners in 2002) in het zuiden van het schiereiland. Het gebied wordt overheerst door een poolklimaat.

## Geschiedenis
Het gebied werd tot de 19e eeuw nauwelijks bezocht door de Russen en was het domein van vooral de Nenetsen. De ontwikkeling van het gebied begon vanuit de handelsplaats Jar-Sale. In de jaren twintig werd een groot Sovjetplan opgezet om de "onderontwikkeling" van de Noordelijke volken te verbeteren en de inwoners te mobiliseren voor het communistische gedachtegoed, waarvoor verschillende sovjets werden opgezet. In 1927 vonden hiervoor 2 congressen plaats.
Het district werd daarop geformeerd op 10 december 1930. Rond de Tweede Wereldoorlog kwamen steeds meer Goelaggevangenen naar het gebied. Dit waren hier vooral koelakken, Wolga-Duitsers, Oekraïners, Wit-Russen en Moldaviërs. Alleen in 1942 kwamen al 1675 bannelingen naar het gebied en werden ingezet bij Stalins projecten. Vooral van 1947 tot 1949, toen gewerkt werd aan de openstelling van de havens van Novy Port en Mys Kamenny en de bouw van de Poolcirkelspoorlijn, die na de dood van Stalin in 1953 vrij snel tot stilstand kwam.
Tijdens de Tweede Wereldoorlog werden 1222 inwoners van het district naar het front gestuurd om de nazi's te bevechten, die de Sovjet-Unie waren binnengedrongen tijdens Operatie Barbarossa. Doordat veel mannen naar het front werden gestuurd, waarvan velen nooit terugkeerden, daalde de bevolking en raakte de welvaart van het gebied gedurende een aantal jaren in het slob. Tot de jaren dertig richtte de collectieve samenwerking van de bevolking in het gebied zich vooral op de visserij, maar daarna wist het kolchozensysteem ook op andere vlakken voet aan de grond te krijgen.
In 1961 werden 3 sovchozen geformeerd in het gebied: Jamalski, Jarsalinski en Rossieja. Later werden deze omgezet in private bedrijven. In de jaren zeventig begon ook de ontwikkeling van de gasindustrie in het gebied. De enorme aardgas-, aardolie- en aardgascondensaatvoorraden in het gebied zorgden voor de ontwikkeling van nederzettingen hieromheen en de aanleg van een weg en een spoorlijn naar het gebied (naar Bovanenkovski).

## Plaatsen
Het district bevat momenteel (2006) 8 bewoonde plaatsen (waarvan bijna geen enkele meer dan 4000 inwoners heeft), waaronder:
- Jar-Sale (selo) – bestuurlijk centrum
- Bovanenkovski of Bobanenkovo (posjolok)
- Japtik-Sale (posjolok)
- Mys Kamenny (posjolok)
- Novy Port (posjolok)
- Panajevsk (posjolok)
- Saleman (posjolok)
- Se-Jacha (posjolok)
- Sjoenaj-Sale (posjolok)

Daarnaast zijn er een aantal tijdelijke dorpen voor de ruim 5000 rondtrekkende Nenetsische nomaden. Voor de nomaden is het grootste internaat van het Russische noorden gebouwd in Jar-Sale. Hier kunnen kinderen van rondtrekkende Nenetsen hun kinderen onderwijs laten volgen.

## Etniciteit
Bij de laatste Sovjetvolkstelling van 1989 bleken de volgende etniciteiten binnen het district het meest vertegenwoordigd:
- Nenetsen: 47,5%
- Russen: 34,4%
- Oekraïners: 6,7%
- Wolga-Tataren: 3,4%
- Chanten: 1,8%
- Wit-Russen: 1,6%

## Economie en transport
De economische activiteiten in het gebied bestaan uit visserij, rendierhouderijen (twee derde van de Nenetsen) en de jacht. De rendierkuddes zijn met meer dan 226.000 dieren de grootste van Rusland. Er zijn gasvoorraden gevonden, waarvan de grootte wordt geschat op 50 biljoen m³ gas (10 biljoen m³ bewezen voorraden). De grootste gasvelden zijn Bovanenkovskoje, Novoportovskoje (bij Novy Port), Kruzensternovskoje en Charasavejskoje. Deze gasvelden staan open voor grootschalige ontwikkeling nu de olie- en gasvelden in Chanto-Mansië langzamerhand de productieniveaus zien dalen.
In het gebied bevinden zich geen wegen (alleen winterwegen). Momenteel wordt er gebouwd aan een spoorlijn tussen Obskoj en Bovanenkovo, waar Gazprom vanaf 2011 wil beginnen met de exploitatie van het gigantische gasveld Bovanenkovskoje.